# Diglossa baritula
A Diglossa baritula a madarak osztályának verébalakúak (Passeriformes) rendjébe és a tangarafélék (Thraupidae) családjába tartozó faj.

## Rendszerezése
A fajt Johann Georg Wagler német ornitológus írta le 1832-ben.

## Alfajai
- Diglossa baritula baritula Wagler, 1832
- Diglossa baritula montana Dearborn, 1907
- Diglossa baritula parva Griscom, 1932[2]

## Előfordulása
Mexikó déli részén, valamint Guatemala, Honduras, Nicaragua és Salvador területén honos. Természetes élőhelyei a szubtrópusi és trópusi hegyi erdők, valamint termőföldek, vidéki kertek és másodlagos erdők. Állandó, nem vonuló faj.

## Megjelenése
Testtömege 11 gramm, testtömege 6-15 gramm.

## Természetvédelmi helyzete
Az elterjedési területe nagyon nagy, egyedszáma pedig stabil. A Természetvédelmi Világszövetség Vörös listáján nem fenyegetett fajként szerepel.